# Холивуд Рекърдс
Холивуд Рекърдс (на английски: Hollywood Records) е американска музикална компания, собственост на Дъ Уолт Дисни Къмпани.

## История
Холивуд Рекърдс е основана през 1990 г. от тогавашния изпълнителен директор на Дисни, Майкъл Айзнър, с идеята да разшири музикалните дейности на компанията (тогава ограничаващи се до саундтракове за филми на Дисни, Тъчстоун и Холивуд Пикчърс) и да предостави възможност за развитие и реклама на кариерите на млади изпълнители от различни жанрове.
Компанията търпи големи финансови загуби поради липсата на успешен артист, който да промотират. Едва през 2003 лейбълът вижда първия си истински успех с началото на кариерата на Хилари Дъф. Първият ѝ албум се продава в над 5 милиона копия и поставя началото на успешния бизнес на компанията, която се обвързва и с Дисни Ченъл и Радио Дисни. Именно това дава на изпълнителите сцена и медийна изява. Издавани по същия модел са изпълнители като Ванеса Хъджинс, Селена Гомес, Майли Сайръс и Деми Ловато. Компанията издава R5 и Зендая. Междувременно, компанията продължава да продуцира и развива не толкова известни изпълнители като Грейс Потър ен дъ Ноктърнълс.
През 2011 г. от Холивуд Рекърдс дават обяснение на своята Facebook страница защо Майли Сайръс вече не е към техния лейбъл, казвайки, че певицата се е преместила към Юнивърсал Мюзик. Към юни 2011 г. Джо Джонас e водещия изпълнител на лейбъла с 15 000 пускания на сингъла му, See No More.
Пре 2015 г., главната героиня от сериала на Дисни, Виолета (сериал), Мартина Стоесел сключва договор с музикалната компания.